# Groupe de NGC 976
Le groupe de NGC 976 comprend au moins 12 galaxies situées dans la constellation du Bélier. La distance moyenne entre ce groupe et la Voie lactée est d'environ 58,4 Mpc (∼190 millions d'al). 

## Membres
Le tableau ci-dessous liste les 11 galaxies du groupe indiquées dans l'article de A.M. Garcia paru en 1993. Quatre des 12 galaxies du groupe sont également inscrites dans un article d'Abraham Mahtessian paru en 1998. Il s'agit de NGC 924, NGC 930 (=NGC 932), NGC 935 et NGC 938. La 12e galaxie n'apparait pas ni dans la liste de Garcia ni dans celle de Mahtessian. Il s'agit de NGC 992. En effet selon le même article de Mahtessian NGC 976 et NGC 992 forment une paire de galaxies. Les données confirment ce fait et NGC 992 devrait donc être incluse dans le groupe de NGC 976.
| Nom                | Class.   | Type                  | α (J2000.0)   | δ (J2000.0) | Vitesse radiale (km/s) | m               | Distance (Mpc) | Diamètre (kal) |
| ------------------ | -------- | --------------------- | ------------- | ----------- | ---------------------- | --------------- | -------------- | -------------- |
| IC 1797            | SB?      | Spirale barrée        | 02h 25m 27.9s | 20° 23′ 43″ | 4116 ± 17              | 14,7            | 57,1 ± 4,0     | 61             |
| IC 1801            | SBb?     | Spirale barrée        | 02h 28m 12.7s | 19° 35′ 00″ | 4013 ± 7               | 13,8            | 55,6 ± 3,9     | 76             |
| NGC 924            | S0       | Lenticulaire          | 02h 26m 46.8s | 20° 29′ 51″ | 4461 ± 5               | 12,4            | 62,2 ± 4,4     | 128            |
| NGC 930 (=NGC 932) | SAa      | Spirale               | 02h 27m 54.7s | 20° 19′ 57″ | 4079 ± 2               | 12,4            | 56,6 ± 4,0     | 119            |
| NGC 935            | Scd      | Spirale               | 02h 28m 11.1s | 19° 35′ 57″ | 4172 ± 1               | 12,9            | 58,0 ± 4,1     | 85             |
| NGC 938            | E        | Elliptique            | 02h 28m 35.5s | 20° 17′ 01″ | 4118 ± 26              | 12,4            | 57,2 ± 4,0     | 95             |
| NGC 976            | SA(rs)c? | Spirale               | 02h 34m 00.0s | 20° 58′ 36″ | 4296 ± 1               | 12,4            | 59,9 ± 4,2     | 81             |
| UGC 1965           | S?       | Spirale               | 02h 29m 26.2s | 20° 13′ 02″ | 4158 ± 4               | 12,23           | 57,8 ± 4,1     | 88             |
| UGC 2032           | Scd?     | Spirale               | 02h 33m 24.4s | 20° 34′ 44″ | 4333 ± 5               | 15,999 ± 0,029a | 60,4 ± 4,2     | 69             |
| UGC 2064           | SAB(s)bc | Spirale intermédiaire | 02h 35m 10.1s | 20° 51′ 05″ | 4265 ± 4               | 11,70           | 59,5 ± 4,2     | 110            |
| MGC 3-7-13         | SB?      | Spirale barrée        | 02h 26m 56.4s | 20° 31′ 59″ | 4215 ± 5               | 13,66           | 58,6 ± 4,1     | 32             |
| NGC 992            | S?       | Spirale               | 02h 37m 25.5s | 21° 06′ 03″ | 4132 ± 1               | 12,8            | 57,5 ± 4,0     | 57             |

- aDans le proche infrarouge.

Le site DeepskyLog permet de trouver aisément les constellations des galaxies mentionnées dans ce tableau ou si elles ne s'y trouvent pas, l'outil du site constellation permet de le faire à l'aide des coordonnées de la galaxie. Sauf indication contraire, les données proviennent du site NASA/IPAC. 